# Esiliiga 2009
L'Esiliiga 2009 è stata la 19ª edizione della seconda divisione del campionato di calcio estone e si è disputata tra marzo e novembre 2009. Il campionato è stato vinto dal Levadia Tallinn 2, formazione riserve della squadra titolare della serie superiore, mentre il Lootus Kohtla-Järve ha ottenuto la promozione in Meistriliiga.

## Squadre partecipanti
A seguito del fallimento del TVMK Tallinn, dalla Meistriliiga è sceso solo il Vaprus Pärnu, sconfitto allo spareggio dal Paide, promosso nella massima serie insieme al Kuressaare. L'Ajax Lasnamäe, inizialmente retrocesso in II Liiga, è stato ripescato per colmare il vuoto lasciato dal TVMK Tallinn 2, discioltosi a causa del fallimento della prima squadra. Infine, il Tulevik Viljandi 2 è stato anch'esso ripescato e prende il posto dell'ex Maag Tammeka II, da quest'anno Tammeka Tartu II, che riprende la propria attività dalla II Liiga. Il Tulevik Viljandi è stato ammesso in Esiliiga anche in luogo della mancata partecipazione ai campionati del Santos Tartu, effettivo vincitore del girone Sud/Ovest di II Liiga.
| Club                | Città        | Stadio                   | Posizione 2008                                                    |
| ------------------- | ------------ | ------------------------ | ----------------------------------------------------------------- |
| Ajax Lasnamäe       | Tallinn      | Sportland Arena          | 9º posto                                                          |
| Flora Rakvere       | Rakvere      | Rakvere linnastadioon    | 8º posto                                                          |
| Flora Tallinn II    | Tallinn      | Sportland Arena          | 3º posto                                                          |
| Levadia Tallinn 2   | Tallinn      | Stadio Maarjamäe         | 1º posto                                                          |
| Lootus Kohtla-Järve | Kohtla-Järve | Stadio Spordikeskuse K-J | 1º posto nel girone Nord/Est di II Liiga                          |
| Kiviõli Tamme Auto  | Kiviõli      | Stadio Kiviõli           | 6º posto                                                          |
| TJK Legion          | Tallinn      | Stadio Wismari           | 2º posto nel girone Nord/Est di II Liiga, promossa dopo spareggio |
| Tulevik Viljandi 2  | Viljandi     | Viljandi linnastadioon   | 2º posto nel girone Sud/Ovest di II Liiga, ripescato              |
| Vaprus Pärnu        | Pärnu        | Stadio Pärnu Kalevi      | 9º posto in Meistriliiga                                          |
| Warrior Valga       | Valga        | Valga Kungla Stadioon    | 5º posto                                                          |

## Classifica finale
|  | Pos. | Squadra                 | Pt | G  | V  | N | P  | GF | GS  | DR  |
|  | ---- | ----------------------- | -- | -- | -- | - | -- | -- | --- | --- |
|  | 1.   | Levadia Tallinn 2 *     | 86 | 36 | 26 | 8 | 2  | 96 | 21  | +75 |
|  | 2.   | Lootus Kohtla-Järve     | 74 | 36 | 24 | 2 | 10 | 88 | 48  | +40 |
|  | 3.   | Warrior Valga           | 65 | 36 | 21 | 2 | 13 | 68 | 63  | +5  |
|  | 4.   | Ajax Lasnamäe           | 64 | 36 | 20 | 4 | 12 | 75 | 53  | +22 |
|  | 5.   | Kiviõli Tamme Auto (-3) | 50 | 36 | 17 | 2 | 17 | 77 | 77  | 0   |
|  | 6.   | TJK Legion              | 44 | 36 | 13 | 5 | 18 | 63 | 76  | -13 |
|  | 7.   | Vaprus Pärnu            | 39 | 36 | 11 | 6 | 19 | 64 | 77  | -13 |
|  | 8.   | Tulevik Viljandi 2 *    | 36 | 36 | 10 | 6 | 20 | 49 | 79  | -30 |
|  | 9.   | Flora Tallinn II *      | 32 | 36 | 9  | 5 | 22 | 35 | 64  | -29 |
|  | 10.  | Flora Rakvere (-6)      | 20 | 36 | 8  | 2 | 26 | 48 | 105 | -57 |

(*)squadra ineleggibile per la promozione.

### Spareggio promozione/retrocessione per Meistriliiga
| Arbitro: | Roomer Tarajev |

|  |           |           |
|  | Marcatori | 48’ Pebre |

| Arbitro: | Jaan Roos |

|           |           |              |
| Leetma 8’ | Marcatori | 75’ Danelson |

Il Warrior Valga perde lo spareggio e rimane in Esiliiga.

### Spareggio promozione/retrocessione per Esiliiga
Non disputati.

## Verdetti
- Levadia Tallinn 2 vincitore del campionato di Esiliiga 2009.
- Lootus Kohtla-Järve promosso in Meistriliiga 2010.
- Flora Tallinn II e  Flora Rakvere retrocessi e in seguito ripescati a completamento dell'organico.
- Tulevik Viljandi 2 retrocesso in II Liiga.